# József Navarrete
József Navarrete (* 26. Dezember 1965 in Santa Clara, Kuba) ist ein ehemaliger ungarischer Säbelfechter.

## Erfolge
József Navarrete wurde 1993 in Essen und 1998 in La Chaux-de-Fonds mit der Mannschaft Weltmeister. Darüber hinaus wurde er mit ihr 1994 in Athen Vizeweltmeister und gewann 1995 in Den Haag und 1997 in Kapstadt die Bronzemedaille. Bei Europameisterschaften belegte er 1998 in Plowdiw den dritten Rang. Bei den Olympischen Spielen 1996 in Atlanta erreichte er mit der Mannschaft das Finale gegen Russland, das mit 25:45 verloren wurde. Gemeinsam mit Csaba Köves und Bence Szabó erhielt er somit die Silbermedaille. Im Einzel verpasste er als Vierter knapp einen weiteren Medaillengewinn. Im Halbfinale unterlag er dem späteren Olympiasieger Stanislaw Posdnjakow, im Gefecht um Rang drei Damien Touya. Die ungarischen Landesmeisterschaften gewann er mit der Mannschaft viermal.